# Dogma (Gegen die Zeit)
Dogma (Gegen die Zeit) ist ein Kollaboalbum der Rapper Taktloss und MC Basstard. Der Tonträger erschien am 28. Oktober 2005 über Taktlo$$' Label Fick die Biaaatch Rekordz.

## Entstehung

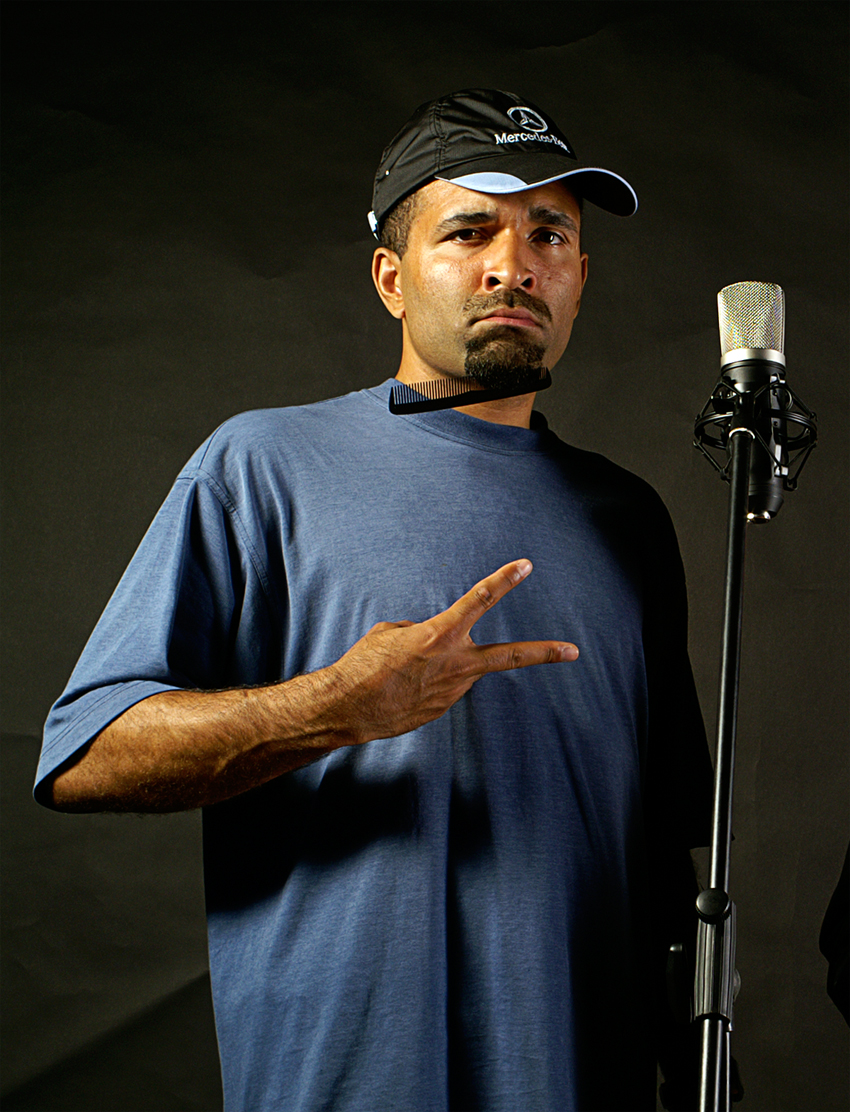
Taktloss

Der Tonträger ist ein Konzeptalbum. Die beiden Rapper legten bei der Produktion eine Höchstdauer von zwei Stunden für die Entstehung eines Songs fest. In den zwei Stunden müssen Themenfindung sowie die Beatproduktion und das abschließende Abmischen integriert sein. In Interviews erklärten die Rapper, dass ursprünglich eine Stunde vorgesehen war, man sich später aber für zwei Stunden entschieden habe. Laut Aussage der Protagonisten dauerte die Entstehung einiger Songs länger als zwei Stunden, da zum Beispiel die Produzenten den Beat innerhalb des engen Zeitplans nicht qualitativ zufriedenstellend produzierten. Solche Lieder wurden nicht veröffentlicht.

„Wie alles bei diesem Projekt war das ein spontaner Einfall. Taktlo$$ hat vorgeschlagen, dass wir ein Album zusammen machen. Am Anfang war die Idee, dass wir uns für jeden Track nur eine Stunde Zeit nehmen. Mir war das aber zu wenig, und da hab' ich gesagt: Lass uns zwei Stunden machen, damit wir auch etwas einigermaßen Vernünftiges hinkriegen können.“

## Bedeutung des Titels
Das Album ist an die dänischen Dogma-Filme, bei denen unter anderem auf Effekte verzichtet wird, angelehnt. Auch die Definition des Wortes Dogma als „festlegende Definition“ kann auf die Produktion des Albums übertragen werden.

## Titelliste
1. Intro – 0:06
2. 2 Stunden – 2:45
3. Wer Wir Sind – 3:17
4. Augen – 3:34
5. Wahre Worte – 3:16
6. Sternzeichen – 4:29
7. Zeit (Skit) – 0:43
8. Voodoo – 3:51
9. Schachzug – 4:05
10. Geld – 3:19
11. Horror Clowns – 3:07
12. Krieg Und Krieg – 2:54
13. Hunger – 2:29
14. Streawkceur (Skit) – 0:37
15. Folterkammer – 2:50
16. Dogma – 4:18
17. Untergrund – 3:06
18. Ruhm Und Ehre – 3:20
19. Freigeister – 2:37
20. Die Schönste – 3:19

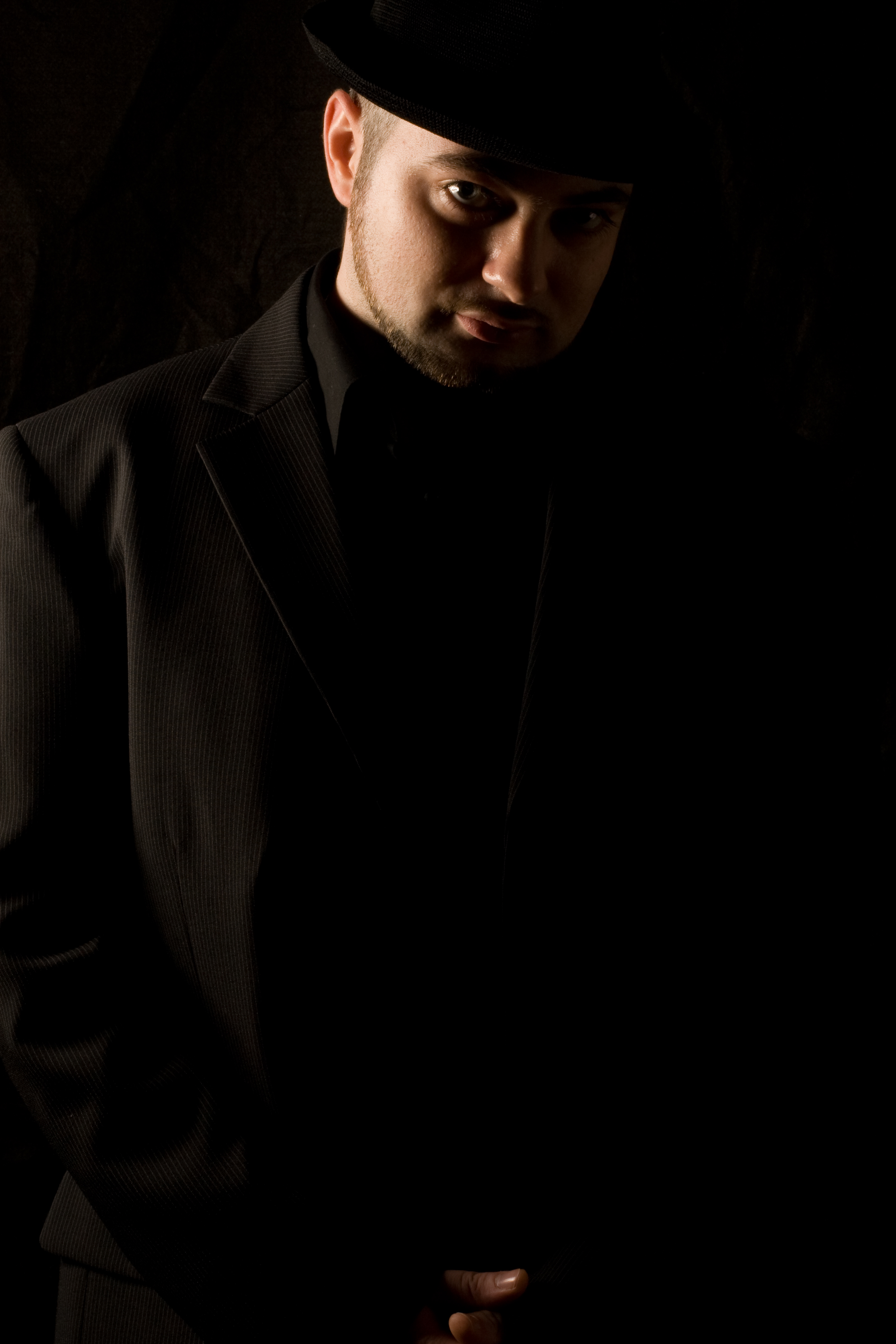
MC Basstard

21. Vorhang Auf Teil 2 (feat. Frauenarzt und MC Bogy) – 5:59
22. Outro – 0:20

## Beteiligte Musiker
Einzige Gastrapper, die auf dem Tonträger auftauchen, sind die Berliner Frauenarzt und MC Bogy, mit denen Taktlo$$ und Basstard das Musikstück Vorhang auf 2 aufnahmen. Dieser ist die Fortsetzung des Lieds Vorhang auf, welches mit dafür verantwortlich war, dass die vier Rapper sowie King Orgasmus One, welcher zum Ende des Stücks einen Sprechpart am Telefon hat, einige Jahre zuvor über die Grenzen Berlins in Deutschland bekannt wurden. Vorhang auf ist auf Taktlo$$ Album BattleReimPriorität Nr. 3 (BRP3) erschienen.
Die Lieder von Dogma wurden von verschiedenen Hip-Hop-Musikern produziert. So waren unter anderem NHT, Frauenarzt und Keyza Soze an der Produktion beteiligt. Da die Produktion der Beats innerhalb der als Maximum angesetzten zwei Stunden Gesamtproduktionszeit ablaufen musste, waren einige Produzenten nicht in der Lage ihre Beats auf dem Tonträger unterzubringen.

„Im Vorhinein waren alle durchweg begeistert und auch motiviert. Manche waren auch danach mit sich zufrieden, da gab es Handshakes. Mit den anderen haben wir keinen Kontakt mehr. Die haben versagt.“

## Illustration
Das Cover zeigt die beiden Rapper. Taktlo$$ steht, vom Betrachter aus gesehen, auf der linken und MC Basstard auf der rechten Seite. Beide Rapper halten jeweils einen Hammer in einer Hand. Zwischen den beiden Protagonisten ist eine Uhr zu erkennen, welche auf 2 Uhr zeigt und somit noch einmal das zeitliche Ultimatum unterstreicht. Die beiden Hämmer werden in Richtung der Uhr geschwenkt. Über den Köpfen der Rapper ist der Titel Dogma – Gegen die Zeit zu lesen. Die Buchstaben sind jeweils unterschiedlich geschrieben und rufen im Betrachter die Assoziation an einen Entführerbrief, wie jene aus Spielfilmen, in denen Geiselnehmer ihre Lösegeldforderung in einem Brief kundtun, hervor.

## Vermarktung
Zu dem Lied Horrorclowns wurde ein Video produziert.

## Kritik
Das deutsche Hip-Hop-Magazin Juice vergab in einer Rezension 3,5 von möglichen 6 „Kronen“ an das Album Dogma (Gegen die Zeit). Dabei wird die Kohärenz des Albums hervorgehoben und betont, dass man den Liedern des Tonträgers die kurze Entstehungszeit von zwei Stunden nicht anhört. Der Rezensent hebt des Weiteren die Vielseitigkeit der Texte „von zynischem Humor über Splatter- und Horrorgeschichten bis hin zu philosophischen Betrachtungen“ hervor.

„Dass nicht jeder Rapfan mit Dogma glücklich werden wird, müsste angesichts der hier zur Schau gestellten Styles und Inhalte eigentlich klar sein. Dennoch: Kurzweiliges Album, dem man ein Stündchen wertvoller Lebenszeit widmen sollte.“

Daniel Fersch vom Hip-Hop-Magazin MZEE.com schrieb in einem lobenden Artikel zum Album:

„Ob man nun Gefallen am Horror des kleinen Mannes fand oder man sich eher für das begeistern konnte, was auch immer Deutschraps Helge Schneider Grandioses von sich gab: Niemand wurde enttäuscht.“